# Jüri Luik
Jüri Luik, né à Tallinn le 17 août 1966, est un homme politique estonien, membre du parti Isamaa (ex IRL). Il est ministre de la Défense de 1992 à 1994, de 1999 à 2002 et de 2017 à 2021.

## Biographie
Il obtient une augmentation de 5 % des dépenses militaires du pays en 2020, ce qui porte ces dernières à 2,3 % du PIB.